# Granges-Aumontzey
Granges-Aumontzey – gmina we Francji, w regionie Grand Est, w departamencie Wogezy. W 2013 roku liczba ludności wynosiła 2732 mieszkańców. 
Gmina została utworzona 1 stycznia 2016 roku z połączenia dwóch ówczesnych gmin: Aumontzey oraz Granges-sur-Vologne. Siedzibą gminy została miejscowość Granges-sur-Vologne.